# توماس فريشكنيتشت
توماس فريشكنيتشت مواليد 17 فبراير 1970 في سويسرا، هو دراج سويسري سابق. سبق أن شارك في دورة الألعاب الأولمبية الصيفية.

## الميداليات
| الميدالية | المسابقة                    |
| --------- | --------------------------- |
| فضية      | دورة الألعاب الأولمبية 1996 |

## روابط خارجية
- توماس فريشكنيتشت على موقع أرشيف الدراجات (الإنجليزية)
- توماس فريشكنيتشت على موقع إحصائيات الدراجات الإحترافية (الإنجليزية)
- توماس فريشكنيتشت على موقع CycleBase (الإنجليزية)
- توماس فريشكنيتشت على موقع أوليمبيديا (الإنجليزية)